# اسلام‌آباد (نازیل)
اسلام‌آباد یا موتور ملک‌محمد روستایی در دهستان نازیل بخش نازیل شهرستان تفتان استان سیستان و بلوچستان ایران است.

## جمعیت
بر پایه سرشماری عمومی نفوس و مسکن در سال ۱۳۹۵ جمعیت این مکان ۶۳ نفر (۱۷ خانوار) بوده‌است.